# Слободка (Нюксенський район)
Слобо́дка (рос. Слободка) — присілок у складі Нюксенського району Вологодської області, Росія. Входить до складу Городищенського сільського поселення.

## Населення
Населення — 1 особа (2010; 13 у 2002).
Національний склад (станом на 2002 рік):
- росіяни — 100 %